# 나스호른
164번 특수목적차량 나스호른(독일어: Sonderkraftfahrzeug 164, Nashorn)은 나치 독일의 판처예거이다. 소비에트 연방의 T-34에 대항하기 위해 급조되어 만들어졌다.

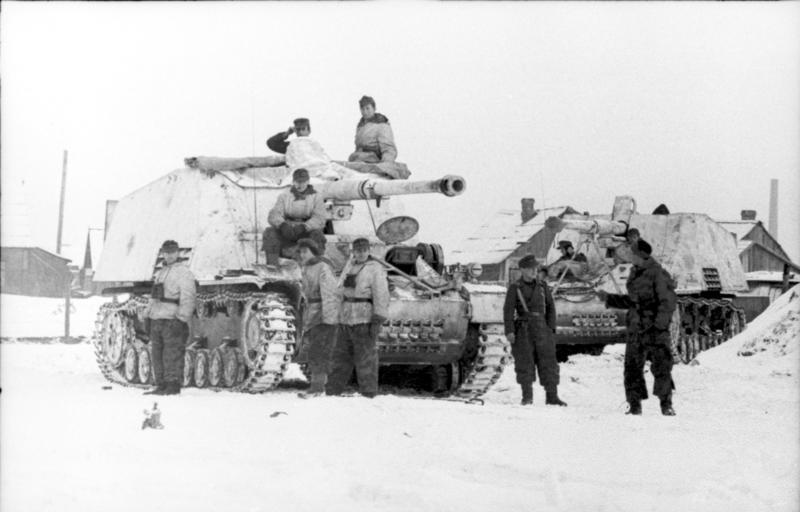
동부전선에 있는 앞에는 티커막스와 뒤에는 나스호른이 있다,1944

## 제작
나스호른은 돌격포, 대전차자주포로는 부족한 대전차력을 배가 시키기위해 1942년 승인을 요청하고, 그해 10월 아돌프 히틀러에게 승인을 받았다. 바로 이듬해에 생산에 들어가서 4호 전차의 차체에 8.8cm Pak43/1을 부착한 나스호른이 완성되었다.